# Siou (Togo)
Pour les articles homonymes, voir Siou.
Siou est un canton situé au nord-est du Togo, dans la préfecture de Doufelgou. Réputé pour être un centre commercial, Siou est surtout connu pour être le village du premier Président togolais du nord du pays Kléber Dadjo. C'est aussi le village de Gilbert Bawara, ancien ministre de la coopération togolais, et de Gerry Taama, candidat du Nouvel engagement togolais à la Présidence du Togo en 2015.

## Géographie
Siou est le plus grand canton de la préfecture de Doufelgou dans la région de la Kara. Il est situé à environ douze kilomètres à l'est de Niamtougou, chef-lieu de Doufelgou. 

## Sociologie
Siou est réputé être une localité d'où sont originaires un florilège de cadres compétents dans divers domaines, notamment des officiers supérieurs,. C'est également une terre du catholicisme dont trois de ses fils prêtres ont été faits évêques de l'église (Mgr Ambroise Kotamba Djoliba, évêque honoraire du diocèse de Sokodé, Mgr Joseph Ballong-Wenmewda, chapelain du pape et Mgr Célestin Marie Gaoua, actuel évêque de Sokodé). La plupart des habitants sont agriculteurs, artisans ou commerçants, la chasse traditionnelle est très pratiquée lors de la saison sèche.